# Adenomatoidtumor
Adenomatoide (griech. drüsenartige) Tumoren sind seltene, gutartige Tumoren im Bereich der Genitalorgane beider Geschlechter. Sie gehen vermutlich von Zellen des Mesothels aus und werden etwa 1–5 cm groß. Am häufigsten sind Adenomatoidtumoren im Bereich des Tubenausganges (bei der Frau) bzw. im Nebenhodengewebe (beim Mann) lokalisiert. Sehr selten wird ein derartiger Tumor auch in anderen Körperregionen gefunden. Klinisch bedeutsame Differentialdiagnosen sind gut- und bösartige Mesotheliome sowie Adenokarzinome.
Feingeweblich bestehen die Tumoren aus engen, gefäßähnlichen Spalträumen und Zysten, welche von epithelial erscheinenden Zellen ausgekleidet sind, so dass insgesamt eine pseudoglanduläre (drüsenähnliche) Struktur entsteht. Die derbe Konsistenz des Tumors wird durch das kollagene, faserreiche Bindegewebe hervorgerufen, welches die Spalträume bzw. Pseudozysten umgibt.
Aufgrund von immunhistochemischen Untersuchungen wird eine mesotheliale Herkunft angenommen, da sich die Kerne der Tumorzellen positiv mit dem Mesothelzellmarker Calretinin anfärben.